# 龙渊街道
龙渊街道，是中华人民共和国浙江省丽水市龙泉市下辖的一个乡镇级行政单位。

## 行政区划
龙渊街道下辖以下地区：
大洋社区、金乐社区、贤良社区、东升社区、城东社区、一村、二村、三村、四村、五村、菜村、临江村、沙潭村、小白岸村、水南坞村、桥坑村、张村、大丘田村、竹坑村、白塔村、村头村、大岭头村、白墓村、梧桐口村、徐山后村、石马村、岭坤村和（石玄）步村。